# Gran Premio motociclistico dell'Ulster 1970
Il Gran Premio motociclistico dell'Ulster fu il decimo appuntamento del motomondiale 1970.
Si svolse il 15 agosto 1970 a Dundrod, e corsero tutte le classi meno la 125.
Abituale doppietta di Giacomo Agostini in 350 e 500.
In 250, il duello tra Rodney Gould e Kel Carruthers si risolse a favore dell'australiano.
Doppietta Derbi in 50, con Ángel Nieto primo e Salvador Cañellas secondo.
La gara dei sidecar, ultima della stagione, incoronò Klaus Enders campione del mondo.

## Classe 500
38 piloti alla partenza, 20 al traguardo.

### Arrivati al traguardo
| Pos. | Pilota           | Moto              | Tempo        | Punti |
| ---- | ---------------- | ----------------- | ------------ | ----- |
| 1    | Giacomo Agostini | MV Agusta         | 1h 05' 21" 6 | 15    |
| 2    | Ginger Molloy    | Kawasaki          | +1' 58"      | 12    |
| 3    | Percy Tait       | Seeley            | +2' 32" 2    | 10    |
| 4    | Jack Findlay     | Seeley-Suzuki     | +2' 33"      | 8     |
| 5    | Peter Williams   | Arter Matchless   | +3' 34" 2    | 6     |
| 6    | Martin Carney    | Kawasaki          | +4' 15" 8    | 5     |
| 7    | Martti Pesonen   | Yamaha            | +4' 23" 2    | 4     |
| 8    | Gerry Mateer     | Norton            | +1 giro      | 3     |
| 9    | John Williams    | Metisse-Matchless | +1 giro      | 2     |
| 10   | Charlie Dobson   | Seeley            | +1 giro      | 1     |

## Classe 350
28 piloti al traguardo.

### Arrivati al traguardo
| Pos. | Pilota           | Moto      | Tempo        | Punti |
| ---- | ---------------- | --------- | ------------ | ----- |
| 1    | Giacomo Agostini | MV Agusta | 1h 04' 53" 8 | 15    |
| 2    | Günter Bartusch  | MZ        | +1' 51" 4    | 12    |
| 3    | Tommy Robb       | Yamaha    | +2' 04"      | 10    |
| 4    | Tony Rutter      | Yamaha    | +2' 04" 8    | 8     |
| 5    | Martti Pesonen   | Yamaha    | +3' 08" 4    | 6     |
| 6    | Alan Barnett     | Aermacchi | +3' 16" 2    | 5     |
| 7    | Theo Louwes      | Yamaha    |              | 4     |
| 8    | Tony Jefferies   | Yamaha    |              | 3     |
| 9    | Mick Chatterton  | Yamaha    |              | 2     |
| 10   | Denis Gallagher  | Aermacchi |              | 1     |

## Classe 250
17 piloti al traguardo.

### Arrivati al traguardo
| Pos | Pilota           | Moto   | Tempo      | Punti |
| --- | ---------------- | ------ | ---------- | ----- |
| 1   | Kel Carruthers   | Yamaha | 1h 06' 34" | 15    |
| 2   | Rodney Gould     | Yamaha | +37"       | 12    |
| 3   | Paul Smart       | Yamaha | +2' 11" 6  | 10    |
| 4   | Tony Rutter      | Yamaha | +3' 11" 6  | 8     |
| 5   | Alex George      | Yamaha | +4' 25" 2  | 6     |
| 6   | Bosse Granath    | Yamaha |            | 5     |
| 7   | Derek Chatterton | Yamaha |            | 4     |
| 8   | Malcolm Uphill   | Suzuki |            | 3     |
| 9   | Peter Berwick    | Suzuki |            | 2     |
| 10  | Mick Chatterton  | Yamaha |            | 1     |

## Classe 50
17 piloti al traguardo.

### Arrivati al traguardo
| Pos | Pilota            | Moto     | Tempo     | Punti |
| --- | ----------------- | -------- | --------- | ----- |
| 1   | Ángel Nieto       | Derbi    | 32' 19" 6 | 15    |
| 2   | Salvador Cañellas | Derbi    | +26" 2    | 12    |
| 3   | Aalt Toersen      | Jamathi  | +26" 8    | 10    |
| 4   | Rudolf Kunz       | Kreidler | +1' 32" 4 | 8     |
| 5   | Martin Mijwaart   | Jamathi  | +2' 45" 8 | 6     |
| 6   | Jan de Vries      | Kreidler | +3' 10"   | 5     |
| 7   | Chris Geary       | Honda    |           | 4     |
| 8   | Chris Walpole     | Honda    |           | 3     |
| 9   | Ray Simpson       | Honda    |           | 2     |
| 10  | Denis Clancy      | Yamaha   |           | 1     |

## Classe sidecar

### Arrivati al traguardo
| Pos | Pilota               | Passeggero       | Moto      | Tempo Distacco | Punti |
| --- | -------------------- | ---------------- | --------- | -------------- | ----- |
| 1   | Klaus Enders         | Ralf Engelhardt  | BMW       | 51' 43" 8      | 15    |
| 2   | Siegfried Schauzu    | Peter Rutterford | BMW       | +55" 6         | 12    |
| 3   | Jean-Claude Castella | Albert Castella  | BMW       | +1' 40" 2      | 10    |
| 4   | Horst Owesle         | Julius Kremer    | Münch-URS | +2' 04" 4      | 8     |
| 5   | Mick Boddice         | Clive Polligton  | BSA       |                | 6     |
| 6   | Jeff Gawley          | Graham Alcock    | BSA       |                | 5     |
| 7   | Fred Cornbill        | Gordon Tinkler   | Triumph   |                | 4     |
| 8   | Joe Coxon            | S. Nolan         | BSA       |                | 3     |
| 9   | Dick Hawes           | John Mann        | Seeley    |                | 2     |
| 10  | Bob Kewley           | A. Hardy         | BSA       |                | 1     |

## Fonti e bibliografia
- Motociclismo, settembre 1970.
- Risultati della 500 su autosport.com, su autosport.com.